# Jardin des Grands-Explorateurs Marco-Polo et Cavelier-de-la-Salle
Der Jardin des Grands-Explorateurs Marco-Polo et Cavelier-de-la-Salle ist eine Grünanlage im 6. Arrondissement von Paris.

## Lage und Namensursprung
Die Gartenanlage erhielt diesen Namen zu Ehren der Entdecker Marco Polo und René Robert Cavelier de La Salle.
Er liegt zwischen dem Place Ernest-Denis und der Avenue de l’Observatoire und ist eine Fortsetzung des Jardin du Luxembourg, von dem er durch den Place André Honorat und die Esplanade Gaston-Monnerville getrennt ist.

## Geschichte
Der Garten entstand 1867. Die Fontaine des Quatre-Parties-du-Monde von Gabriel Davioud, Jean-Baptiste Carpeaux und Emmanuel Frémiet wurde 1867 und 1874 errichtet.
Auf dem Rasen stehen vier Statuen: L’Aurore de François Jouffroy (Marmor, 1867), Le Jour von Jean-Joseph Perraud (Stein, etwa 1870–1875), Le Crépuscule von Gustave Crauk und La Nuit von Charles Gumer.
Die Alleen an den Seiten wurden nach der Widerstandskämpferin Denise Vernay (Ostseite) und der Politikerin Nicole Fontaine (Westseite) benannt.